# José de Assis Aragão
José de Assis Aragão (São Paulo; 5 de octubre de 1939) es un exárbitro de fútbol brasileño.
Cobró protagonismo al realizar una de las jugadas más curiosas de la historia del fútbol: marcó sin querer un gol, el del Palmeiras en un partido ante el Santos, el 9 de octubre de 1983. Tras una patada del jugador Jorginho, el balón iba a salir, pero acabó desviándose en él y entrando en la portería.
Después de terminar su carrera como árbitro, fue empleado de la Municipalidad de São Paulo, dirigiendo el Estadio Pacaembu y ejerciendo la presidencia del Sindicato de Árbitros del Estado de São Paulo. También sirvió dos mandatos como miembro del CNE (Consejo Nacional de Deportes).

## Trayectoria
En 24 años de carrera en el arbitraje, cobró polémica tras ser acusado de ofender y perseguir jugadores (en 1986, al lateral Nelsinho, de São Paulo, se negó a volver al campo para jugar la segunda mitad, alegando que el árbitro amenazó con expulsarlo, sin motivo), se involucró en peleas con la prensa, destacando el intento de agresión contra Milton Neves, quien trabajaba en Jovem Pan, calificado por Aragão de "mal carácter" en el programa "Mesa Redonda", por TV Gazeta. En respuesta, el periodista afirmó: "Era un buen juez, pero muy arrogante y soberbio".
Se convirtió en entrenador de clubes de São Paulo entre 1991 y 1995, con énfasis en São José y Nacional. También sirvió 2 mandatos como miembro del CNE (Consejo Nacional de Deportes).

### El gol involuntario
"Fue el último movimiento. Para no perderme una falla, fui a verla de cerca. Y también porque podría ser un gol olímpico. En la patada intenté saltar la pelota, pero no funcionó".
José de Assis Aragao, explicando su gol.

El 9 de octubre de 1983, hizo historia al marcar un gol, quizás el único en la historia que marcó un árbitro. Ese día, Palmeiras y Santos se batieron en duelo, en el Estadio Morumbi, en un partido válido para el Campeonato Paulista de ese año.
Los Santos ganaron al Palmeiras por 2-1 hasta el minuto 92, cuando hubo un tiro de esquina para el Palmeiras. En el tiro de esquina, tras un contragolpe en el área de Santos, Jorginho pateó el balón hacia la portería.
Estaba claramente saliendo de la portería, cuando, cerca de la línea de fondo, se desvió involuntariamente hacia él, que estaba mal posicionado, y entró en la portería, empatando el juego por 2x2. En el acta, el gol fue registrado de Jorginho.